# Sulfoniluree
Derivații de sulfoniluree alcătuiesc o clasă de medicamente antidiabetice, fiind utilizate în tratamentul diabetului zaharat de tipul 2. Aceștia acționează crescând eliberarea de insulină de la nivelul celulelor beta din pancreas. De asemenea, unii derivați de sulfoniluree sunt utilizați ca ierbicide, deoarece interferă cu biosinteza unor aminoacizi în plante.

## Antidiabetice

Structura chimică a gliclazidei

Principalele antidiabetice de tip sulfoniluree sunt:
- Prima generație: acetohexamidă, carbutamidă, clorpropamidă, gliciclamidă (tolciclamidă), metahexamidă, tolazamidă și tolbutamidă.
- A doua generație: glibenclamidă (gliburidă), glibornuridă, gliclazidă,[3] glipizidă, gliquidonă, glisoxepidă și gliclopiramidă.
- A treia generație: glimepiridă, deși este adesea considerat de generația a doua.[4][5]

Sunt derivați de aril-sulfonamide. Ca reacție adversă, pot induce hipoglicemie.

## Mecanism de acțiune
Toți derivații de sulfoniluree se leagă și închid canalele ionice de K+, cu scăderea efluxului de potasiu din celulă. Depolarizarea duce la deschiderea canalelor de Ca2+ voltaj-dependente și creșterea nivelelor intracelulare de calciu, ceea ce va duce la creșterea secreției celulare de insulină și eliberarea acesteia în afara celulei.

Mecanismul de acțiune hipogliemiant al derivaților de sulfoniluree